# محمد محمدزاده
محمد محمدزاده (زادهٔ ۲۷ مارس ۱۹۹۸) در مشهد؛ بازیکن فوتبال اهل ایران است که در پست هافبک برای باشگاه فوتبال پارس جنوبی جم در لیگ آزادگان بازی می‌کند.

## دوران باشگاهی

### شهر خودرو
وی اولین بازی خود در لیگ برتر خلیج فارس را در هفته نهم لیگ برتر فوتبال ایران ۹۹–۱۳۹۸، مقابل باشگاه فوتبال سایپا انجام داد.